# Xanadu
Xanadu (ザ ナ ド ゥ, Zanadu; также известная как Xanadu: Dragon Slayer II) — компьютерная ролевая игра с элементами экшена, разработанная компанией Nihon Falcom и выпущенная в 1985 году для компьютеров PC-8801, X1, PC-8001, PC-9801, FM-7 и MSX. Позднее были выпущены улучшенные версии для Sega Saturn, PC-9801 и Windows. Игра является второй частью серии Dragon Slayer, располагаясь между Dragon Slayer и Dragon Slayer Jr: Romancia. Подобно большинству игр серии Dragon Slayer, данные игры имеют минимальную сюжетную связь друг с другом.
Xanadu установила рекорд продаж компьютерных игр в Японии — более 400 000 копий было продано в 1985 году. Игра оказала значительное влияние на развитие жанра ролевых игр, особенно поджанра экшен-РПГ, сочетая боевую систему в реальном времени с полноценной системой характеристик персонажа, новыми для того времени игровыми механиками, такими как шкала кармы и индивидуальный опыт для экипированных предметов, а также объединив элементы платформера с механикой исследования подземелий из предшествующей игры. Игра также включала города для исследования и представила снаряжение, влияющее на визуальный облик персонажа игрока, пищу, которая медленно потребляется со временем и является критически важной для выживания персонажа, и магические заклинания для атак по противникам.
Годом позже была издана игра Xanadu Scenario II, представляющая собой ранний образец дополнения к игре. Игра дала начало серии Xanadu, являющейся ответвлением франшизы Dragon Slayer.

## Игровой процесс
Dragon Slayer заложил основы жанра ролевой игры, оказав влияние на такие будущие серии, как Ys и The Legend of Zelda. Ксанада была ранним игры в жанре RPG в режиме реального времени с полноценной статистикой, и она представила несколько инновационных механик игрового процесса, такие как системы кармы и морали, индивидуальный опыт для надетых предметов, большой упор на решение головоломок, оборудование, которое меняет характер игрока и его внешний вид, еда, которая потребляется медленно с течением времени и необходима для поддержания жизни персонажа игрока, магия, которую можно использовать для атаки врагов на расстоянии, и возможности для тренировок для улучшения различных характеристик. Она также включала в себя элементы платформера. Вид с боковой прокруткой используется во время исследования и переключается на вид сверху своего предшественника во время битвы то время как в некоторых комнатах также используется вид сверху.
Игра начинается с того, что игрок напрямую контролирует главного героя, практически без каких-либо представлений. Чтобы прогрессировать, нужно поговорить с королем, который дает игроку самое необходимое и небольшую сумму денег для обучения. Выбрав атрибуты для повышения, игрок должен пройти от города к огромному подземному комплексу. Поиск этого выхода — первая из многих головоломок, с которыми столкнется игрок, хотя игра — это не игра-головоломка, а ролевая видеоигра с элементами головоломки и приключенческой игры.
Главный герой может перемещаться влево и вправо, спускаться по лестницам, прыгать, произносить заклинания в экипировке, входить в двери или использовать экипированные предметы. Подобно более поздней серии Ys от Falcom, урон наносится путем прямого попадания во врага, но в отличие от Ys, в Xanadu не имеет значения, в какую часть тела цели наткнется персонаж игрока.
Основной вид в Xanadu — это платформер с боковой прокруткой, хотя он больше соответствует Sorcerian, чем типичному платформеру, например Super Mario Bros. Когда вы участвуете в битве или входите в здание, вид меняется на вид сверху вниз. перспектива. Каждый «слой» или пласт имеет свою собственную сложную сеть зданий, пещер и туннелей.
Чтобы повысить уровень, игрок должен посетить храмы, где министр предоставит уровень до главного героя при условии, что у игрока достаточно очков опыта.. В противном случае министр сообщит игроку, сколько нужно, чтобы подняться на уровень. Есть два типа уровней: боевые и магические. Боевой опыт повышается с помощью боя, а магия — с помощью заклинаний. Две системы идут рука об руку и используются одновременно. Каждый убитый враг хорош или плох, даже если все враги атакуют персонажа игрока. Если игрок убивает слишком много хороших врагов, статистика кармы будет расти, и в этот момент храмы откажутся повышать уровень игрока. Это можно исправить, выпив бутылку с чёрным ядом; их нельзя носить с собой или покупать, их нужно искать в подземельях, они снимают половину хитов главного героя.
У всех экипируемых предметов, таких как мечи и доспехи, есть свои уровни опыта. Этот уровень поднимается в результате использования данного предмета, например: уровень меча при атаке, доспеха при ударе, магии при наложении заклинания и так далее. В этом смысле высокоразвитый кинжал будет более эффективным, чем новый длинный меч. Высокоразвитый меч будет намного полезнее, чем продвинутый кинжал, поэтому крайне важно улучшать снаряжение.
У Занаду есть ограниченное количество врагов в каждой области, чтобы сдерживать прокачку. Это требует от игрока заранее продумать, как он справляется с врагами, как получить от них максимум опыта и не допустить слишком высокого уровня кармы. Это фактор, который необходимо учитывать с опытом владения оружием; если игрок побеждает всех врагов кинжалом, затем обновляется до меча и продолжает сражаться с боссом области, игрок окажется в невыгодном положении и должен либо сохранить высокоразвитый кинжал, либо купить меч на ранней стадии, чтобы выровняться. это с конечным числом встреч в области. В каждой области обычно есть хотя бы один босс, хотя сражаться с ними не всегда требуется.
С врагов будут сбрасываться различные предметы, но чаще всего выпадают деньги или еда. Деньги идут на улучшение снаряжения и покупку предметов. Главный герой медленно съедает свой запас еды по прошествии времени в игре. Это также медленно лечит очки жизни. Если еда заканчивается, хиты начинают падать в быстром темпе, пока не будет найдено или куплено больше еды, или главный герой не умрет.
В дополнение к их покупке, предметы можно найти в сундуках и в областях подземелий, или введя секретное кодовое имя в области создания персонажа в самом начале.
Игра автоматически сохраняется прямо перед битвой с боссом и после выхода из здания. Игрок может сохранить вручную, что стоит 100 золотых. Ремейк Sega Saturn покончил с этим, добавив команду «Сохранить» в меню статуса.

## Фильм
Xanadu OVA был выпущен в 1987 году в связи с MSX версии игры и манги под названием Xanadu: Легенда о Dragon Slayer. Сюжет был расширен и изменён: у главного героя теперь есть имя Фиг (フ ィ ー グ), и несколько новых актёров. В новые сюжетные элементы вошли несколько научно-фантастических сюжетов. Например, Фиг — солдат 21-го века из ближайшего будущего, которого сбросили в Занаду после кровавой засады.
Вскоре после этого был выпущен саундтрек к фильму на пластинке, на кассете и компакт-диске.
Манга следует сюжету фильма и была нарисована Цудзуки Кадзухико (都 築 和 彦), который также работал над сериями «Ys» и «Sorcerian» от Falcom. Он был переиздан Falcom как серийный веб-комикс из 17 частей для выпуска Revival Xanadu на веб-сайте Falcom с сопровождающей музыкой и английским переводом.

## Развитие
В оригинальной версии PC-8801 Xanadu включает музыку, написанную Тосией Такахаси. Чтобы способствовать выпуску игры, японская хэви-метал группа Anthem выпустила пластинку с двумя имиджевыми песнями под названием «XANADU».
Версии игры для MSX, выпущенные в 1987 году, имеют другую оценку.
Xanadu Scenario II, пакет расширения, содержит гораздо больший набор песен. Саундтрек был написан Такахито Абэ и Юдзо Косиро, которые сочинили музыку для многих более поздних названий Falcom. Композиции Косиро для вступительной темы и нескольких подземелий были взяты из демонстрационной ленты, которую он впервые отправил Falcom в возрасте 18 лет. Revival Xanadu и Revival Xanadu II Remix, два свободных ремейка, сделанные Falcom в 1990-х годах, содержат их собственные уникальные саундтреки, также написанные Косиро и Абэ.
За исключением Xanadu Next и Legend of Xanadu, ни одна игра Xanadu не получила полноценного, независимого оригинального саундтрека на компакт-диске. Тем не менее, саундтрек был выпущен как для Ксанаду и Xanadu Сценарий II на 12-дюймовом винилом альбоме под названием Xanadu Anthem. Выдержки из Ксанаду " музыки s можно услышать в различных альбомах Falcom, а в 1987 году «All Over Xanadu» был выпущен, показывая расположенные версии Xanadu и сценарий II ' саундтрека s время играет рок — группа в сочетании с живым оркестром исинтезаторы. Основная тема франшизы Xanadu, «La Valse Pour Xanadu», была представлена в версиях Xanadu для PC-88 и PC-98 и преобразована в несколько аудиодорожек в Xanadu Next.

## Прием
Французский журнал Joypad рассмотрел версию для PC-E и дал ей 97 %.

## Выпуск
Занаду был пионером в игровой индустрии и получил похвалу от японских игровых журналов и большого количества фанатов. По состоянию на 2005 год, согласно Falcom, его рекорд продаж 1985 года в более 400 000 копий, проданных в Японии, ещё не был побит ни одной ролевой игрой для персональных компьютеров, выпущенной в этой стране. Тем не менее, Токихиро Наито из T&E Soft сказал, что первая Hydlide, экшн-ролевая игра, такая как Xanadu, была продана миллионными копиями во всех компьютерных форматах при объединении продаж, что соответствует продажам Famicom также в миллион копии в Японии.
Основатель Origin Systems и создатель серии Ultima Ричард Гэрриот прилетел в Токио, чтобы встретиться с Nihon Falcom по поводу того, чтобы Origin выпустила Xanadu в США, а также попросила Falcom выпустить порт Ultima IV: Quest of the Avatar в Японии. Занаду содержал иллюстрации, взятые непосредственно из руководств ролевой игры Ultima III: Exodus. Во время презентации игры несколько оцифрованных картинок из мануала Ultima III появились в различных магазинах в игре. Увидев это, Гэрриот и Ориджин закончили встречу и решили подать в суд на Falcom; иск был урегулирован во внесудебном порядке, и оформление игры было изменено на то, что появляется сейчас.
«Ксанаду» — единственное название, которое Falcom выпустила полностью памятным переизданием в оригинальной упаковке 1980-х годов. Хотя у них была разная степень успеха с более старыми играми, Xanadu был прорывом Falcom, который привлек их внимание.

### Переиздания
- Xanadu Scenario II: Пакет расширения выпущенный в 1986 году и требующий, чтобы у игрока был оригинальный диск Xanadu. После создания нового пользовательского диска Xanadu Scenario II игроку необходимо вставить исходный диск Xanadu, создать персонажа, как это было сделано в исходном Xanadu, а затем вставить диск Scenario II, когда будет предложено. Пакет расширения включает новый саундтрек, сложную систему покупок / торговли, больше карт и новые встречи с боссами. Игра нелинейная, что позволяет исследовать одиннадцать уровней в любом порядке.
- Revival Xanadu :римейк PC-9801, созданный Falcom. Имеет графическое обновление с высоким разрешением, сохраняя при этом ощущение оригинала, а также с обновленной музыкой. Позднее был выпущен «Easy Mode» вместе с Revival Xanadu II Remix.
- Revival Xanadu II Remix: полу-ремейк PC-9801 сценария II, но с совершенно другим саундтреком и новыми картами.
- Falcom Classics :сборник Sega Saturn, содержащий переделанные версии Ys, Dragon Slayer и Xanadu, а также имитированные копии оригинальных версий. Многие вещи были изменены, включая более простой для понимания «Режим Сатурна» и графический стиль, очень похожий на Revival Xanadu с большей цветовой палитрой.
- Revival Xanadu (Memorial Games): перенос Revival Xanadu на Windows 95 / Windows 98 от разработчика Unbalance. Музыка была записана как файлы WAV без зацикливания. Боевые песни с более быстрым темпом ускоряются до более высокого тона вместо более быстрого темпа. В графиках чрезмерно насыщенные по сравнению с PC-9801 версии.
- Xanadu Complete Reprint Edition: памятное переиздание оригинальной версии 1985 года, вплоть до мягкого пластикового футляра и руководства, за исключением того, что игра находится на CD-ROM, а не на дискете. Выпущен для Windows на компакт-диске с использованием системы эмулятора Project EGG[англ.].

## Наследие
Влияние Xanadu ощущается во многих играх, разработанных Falcom, и даже в других компаниях, которые копируют внешний вид. У Ys была похожая, но более быстрая и сложная система «ударов» для боя, использованная в Ys I, Ys II и Ys IV, в то время как некоторые из более поздних игр Dragon Slayer Romancia, Dragon Slayer IV и Sorcerian имели похожие точки обзора с боковой прокруткой. Однако эта система ударов началась не с Занаду, а с его предшественника, оригинального Убийцы драконов.. Несколько более мелких компаний скопировали систему «bump», в основном в малоизвестных названиях PC-8801.
Влияние игры также распространилось за пределы ролевых игр: то, как игра переработала всю игровую систему, повлияло на Final Fantasy, которая будет делать то же самое для каждой из своих частей поскольку её разработчик Square ранее был издателем для MSX-версия оригинального Dragon Slayer. Занаду также считается игрой «прото-Метроидвания», из-за того, что это «РПГ, перевернутая на бок», которая позволяла игрокам бегать, прыгать, собирать и исследовать, закладывая основы для больше открытых игр «Метроидвания» Факсанаду (спин-офф Xanadu для NES) и Legacy of the Wizard.
Игра породила серию «Занаду». У него есть большой набор продолжений, несмотря на то, что он технически является продолжением Dragon Slayer. Помимо Факсанаду, к ним относятся ролевые игры The Legend Of Xanadu (風 の 伝 説 ザ ナ ド ゥ, Kaze no Densetsu Xanadu) и её продолжение The Legend of Xanadu II, выпущенные в 1994 и 1995 годах соответственно для компакт-диска PC Engine, а также Xanadu Next, выпущенный в 2005 году для Nokia N-Gage и Microsoft Windows, и Tokyo Xanadu, выпущенный в 2015 году для PlayStation Vita и переизданный в 2016 году как расширенная версия под названием Tokyo Xanadu eX + для PlayStation 4 и Microsoft Windows.